# Castelsilano
Castelsilano är en ort och kommun i provinsen Crotone i regionen Kalabrien i Italien. Kommunen hade 976 invånare (2017).